# Polygenis brachinus
Polygenis brachinus är en loppart som beskrevs av Jordan 1950. Polygenis brachinus ingår i släktet Polygenis och familjen Rhopalopsyllidae. Inga underarter finns listade i Catalogue of Life.